# Második Stammstrecke (S-Bahn München)

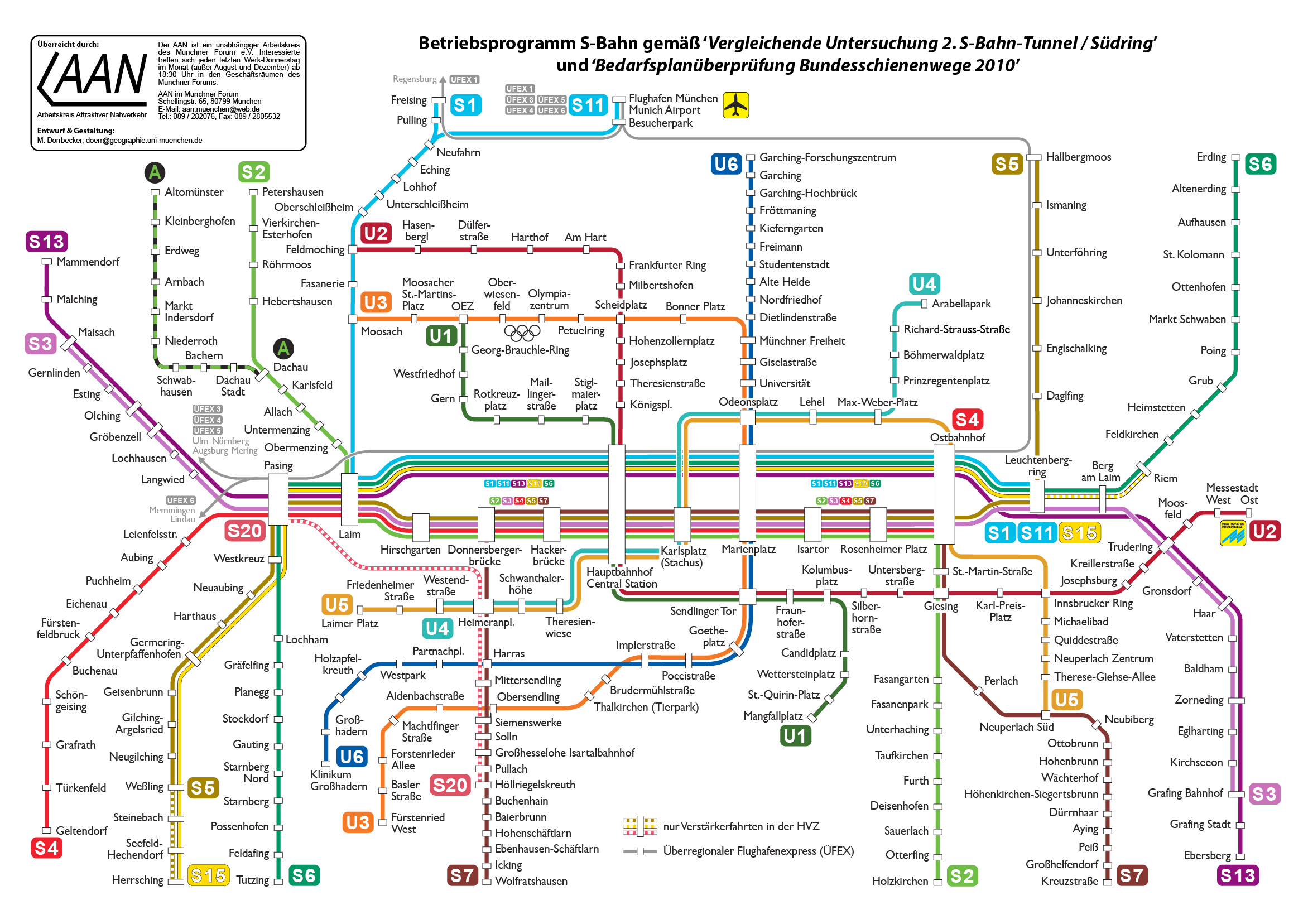
München S-Bahn hálózatának jövőbeli terve 2006-ból

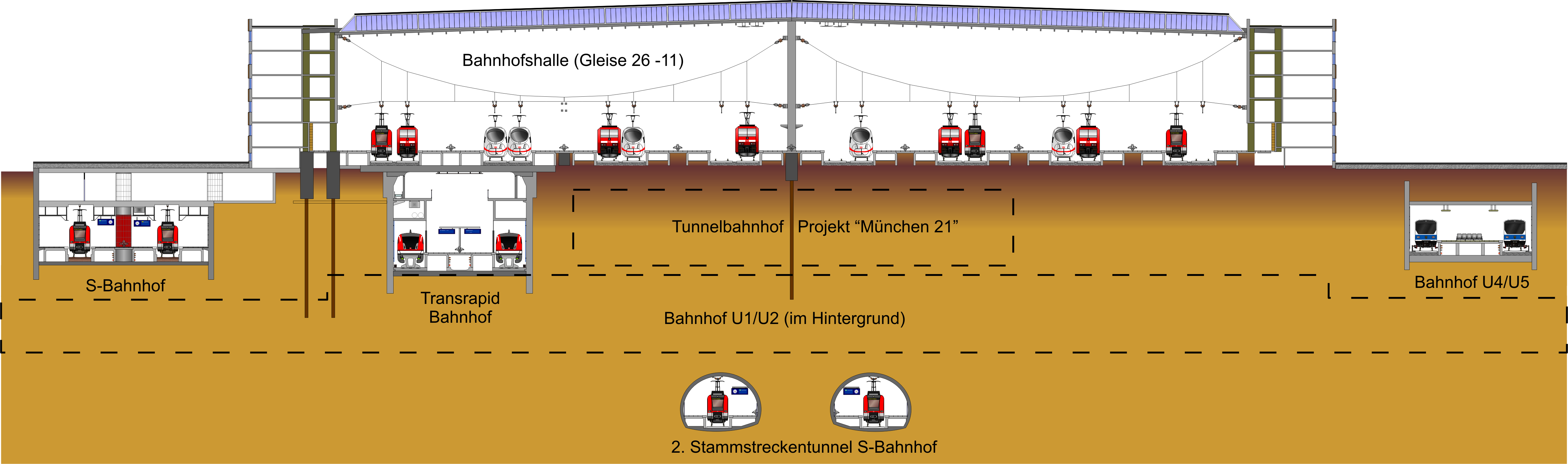
München Hauptbahnhof keresztmetszete a jelenlegi S-Bahn, a jövőbeli S-Bahn, a metró és a München 21 alagútjaival

A Második Stammstrecke ("törzsszakasz") egy építés alatt álló új vasútvonal és vasúti alagút Bajorország legnagyobb városában, Münchenben. Az új vonal tehermentesíteni fogja az 1971-ben átadott régi Stammstreckét, így az S-Bahn járatok 20 perces követés helyett 15 percenként közlekedhetnek majd és új viszonylatokat is lehet majd indítani, továbbá azt remélik, hogy az S-Bahn pontosabb lesz.
2016 októberében az építkezés költségét 3,2 milliárd euróra becsülték.
Az építkezés kezdete szimbolikusan 2017. április 5-én kezdődött, várható befejezése 2026.

## Alternatív lehetőség

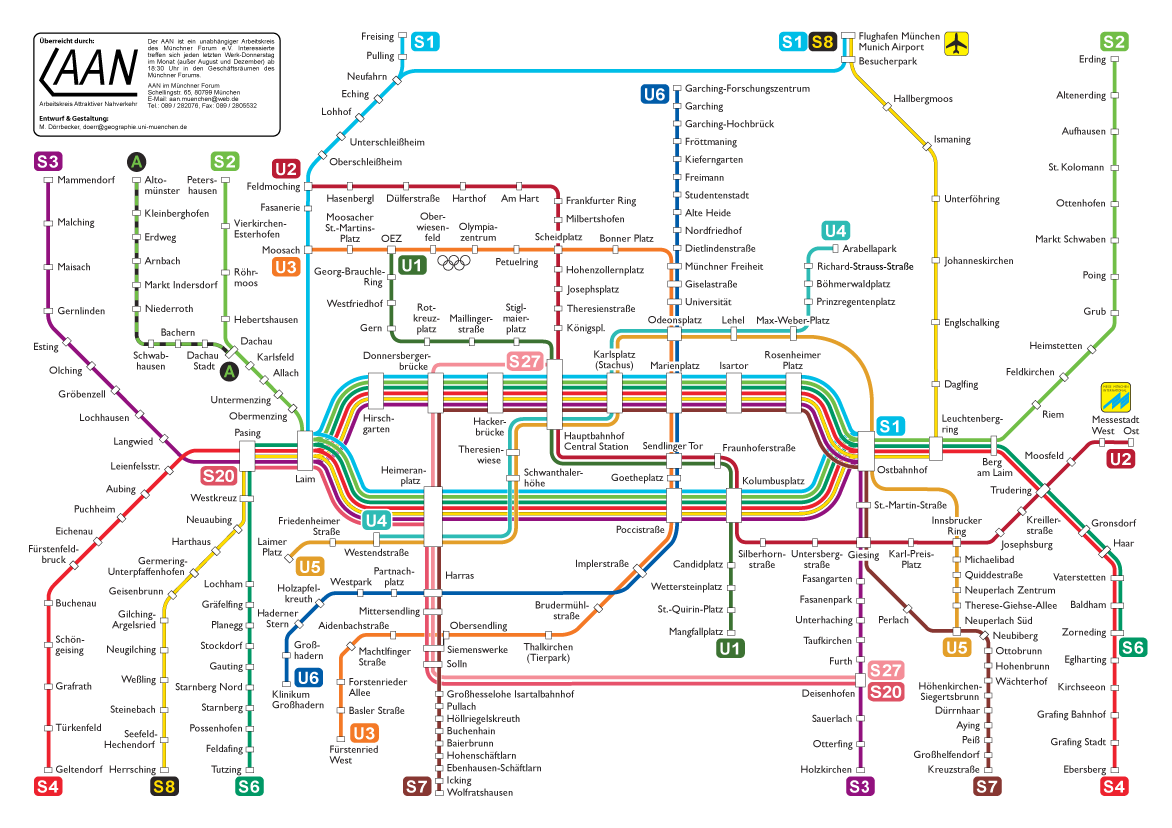
A második alagút helyett a Südring felhasználásával kibővített S-Bahn hálózat

A drága alagútfúrás helyett felmerült, hogy a már létező Südring nevezetű vasútvonalat fejlesszék tovább és tegyék alkalmassá az S-Bahn járatok közlekedésére is. A Südring szintén München Ostbahnhofig tart, ám ezen a vonalon zajlik a távolsági vonatforgalom is kelet felé.
A másik hátránya pedig, hogy a Südring nem érint olyan fontos csomópontokat mint a tervezett második alagút.